# 葛野壮一郎
葛野 壮一郎（かどの そういちろう、1880年 - 1944年1月18日）は、関西を中心に多くの建築物の設計を手がけた建築家。建築にとどまらず、音楽、絵画などにも造詣が深く、また、女子教育にも熱心に関わるなど、多方面で活躍した。

## 経歴
- 1880年（明治13年） 大阪府豊島郡池田町（現池田市）に生まれる

（先祖は、平安時代に遣唐大使を務めた藤原葛野麻呂）
- 1905年（明治38年） 東京帝国大学工科大学建築学科を卒業し、横河工務所に入る

その後、神奈川県技師、大阪府技師を務める
- 1919年（大正8年） 葛野建築事務所を開設する
- 1944年（昭和19年） 逝去（享年65）

## 主な作品
- 大江ビルヂング（大阪市、1921年）
- 本願寺神戸別院（神戸市、1929年、非現存）
- 中央電気倶楽部（大阪市、1930年）
- 大阪偕行社附属小学校本館（大阪市、1931年、非現存）
- 大戸村立大戸尋常高等小学校校舎（現・東大阪市立石切小学校、1936 - 1937年）